# Kráska z Leenane
Kráska z Leenane (The Beauty Queen of Leenane) je komorní divadelní drama z irského venkova, které napsal Martin McDonagh v roce 1996.
Hra i herci v jednotlivých rolích obdrželi v roce 1998 řadu prestižních ocenění.
V Česku uvedla poprvé tuto hru v roce 1999 Komorní činohra (tehdy jakko Nddd) v Divadle v Řeznické v režii Jiřího Bábka, v překladu Lenky Kapsové s Janou Staňkovou a Ninou Divíškovou v hlavních rolích. Šlo zároveň o první uvedení McDonaghova díla na českém jevišti. V září 2013 měla hra premiéru v plzeňském Divadle J. K. Tyla , v září 2014 Činoherní studio Ústí nad Labem, v říjnu 2015 v Městském divadle Zlín  a v březnu 2017 hru uvedlo ostravské Divadlo Petra Bezruče v režii Janusze Klimszi.

## Obsah
Hra je směsí komedie a tragického příběhu. Vykresluje příběh čtyřicetileté Maureen, která žije se svou despotickou sedmdesátiletou matkou Mag. Z příběhu vysvítá, že Maureen se kdysi duševně zhroutila, což její matka využila k tomu, aby ji k sobě připoutala.
Maureen potkává dávného přítele Pata Dooleye, a rozvine se mezi nimi nesmělá láska. Pato právě odjíždí do Anglie za prací a slibuje Maureen, že ji pozve za sebou. Když odjede, Maureen marně čeká na jakoukoliv zprávu. 
Po čase se dozví, že se její milý chystá odjet do USA. Zdrcena touto zprávou si uvědomí, že ztratila poslední šanci na únik z jednotvárné chudoby venkova. Mag se z radosti nad tím, že bude mít dál dceru jen pro sebe, prořekne, že zadržela Patův dopis, kterým ji za sebou zval. Maureen matku zabije, což je ale vyšetřeno jen jako nešťastná náhoda. Hra končí tím, že se Maureen dozví, že se Pato v Americe zasnoubil. Na konci použije stejná panovačná gesta, jako předtím její matka.